# Saint-Didier-sur-Chalaronne
Saint-Didier-sur-Chalaronne är en kommun i departementet Ain i regionen Auvergne-Rhône-Alpes i östra Frankrike. Kommunen ligger  i kantonen Thoissey som ligger i arrondissementet Bourg-en-Bresse. Kommunens areal är 24,98 km². År 2022 hade Saint-Didier-sur-Chalaronne 2 969 invånare.

## Befolkningsutveckling
Antalet invånare i kommunen Saint-Didier-sur-Chalaronne
Referens: INSEE